# Elsie Greeson
Elsie Greeson (St. Louis, 20 marzo 1895 – Banning, 11 giugno 1995) è stata un'attrice statunitense dell'epoca del muto. Nella sua carriera, durata una decina d'anni, girò oltre quaranta film.

## Filmografia
- The Missing Bonds, regia di George Melford - cortometraggio (1913)
- The Sacrifice, regia di George Melford - cortometraggio (1913)
- The Wayward Son, regia di George Melford - cortometraggio (1913)
- Just a Song at Twilight - cortometraggio (1914)
- The Moonshiner's Daughter - cortometraggio (1914)
- His Little Pal - cortometraggio (1914)
- The Empty Sleeve, regia di Tom Santschi - cortometraggio (1914)
- The Sealed Package, regia di Tom Santschi - cortometraggio (1914)
- The Ordeal, regia di Tom Santschi - cortometraggio (1914)
- The Eugenic Girl
- Jimmie the Porter
- Her Victory Eternal
- The Mysterious Beauty
- The Grate Impeeryul Sirkus
- At the Transfer Corner
- Cupid Turns the Tables
- The Mysterious Black Box
- A Surprise Party, regia di Norval MacGregor - cortometraggio (1914)
- One Kiss, regia di Norval MacGregor - cortometraggio (1914)
- The Tail of a Coat
- Wipe Yer Feet
- The Strenuous Life
- She Wanted to Be a Widow
- The Perfumed Wrestler
- The Lady Killer, regia di Norval MacGregor - cortometraggio (1915)
- The Kidnapped Lover
- The Guardian's Dilemma
- Man Overboard, regia di Norval MacGregor - cortometraggio (1915)
- The Idol of Fate
- The Strategist
- Red Wins
- Some Baby
- Snatched from the Altar
- Fresh from the Farm
- Eddie's Little Love Affair
- The Chronicles of Bloom Center
- Landing the Hose Reel
- An Heiress for Two
- Bungling Bill's Dress Suit, regia di John Francis Dillon - cortometraggio (1916)
- A Tuner of Note
- Over the Garden Wall, regia di Norval MacGregor - cortometraggio (1917)
- No Place Like Home, regia di Norval MacGregor - cortometraggio (1917)
- The Curse of Eve
- The Night of His Life
- In the Days of Buffalo Bill